# 프셰미스와프 마티야셰크
프셰미스와프 마티야셰크(폴란드어: Przemysław Matyjaszek, 1978년 4월 24일~)는 폴란드의 전직 유도 선수이다. 2004년 하계 올림픽과 2008년 하계 올림픽에 참가했다.